# Henning Helbrandt
Henning "Herbert" Helbrandt (født 30. maj 1935 i København, død 18. september 2010) var en dansk fodboldspiller.
I sin klubkarriere var Helbrandt gennem 16 sæsoner fast mand på KBs bedste hold. Han fik sin debut som 18-årig og nåede at spille 324 førsteholdskampe, inden han stoppede i 1969. Det var klubrekord, indtil Ole Qvist passerede ham adskillige år senere. De sidste mange år var Henning Helbrandt anfører for det hold, der både vandt danmarksmesterskabet 1968 og pokalturneringen 1969. 
Helbrandt blev kort før OL i Rom 1960 udtaget som en del af erstatningen for de spillere, der to måneder inden OL omkom ved flykatastrofen ved Kastrup, en ulykke hvor otte danske fodboldspillere omkom.
Landstræner Arne Sørensen benyttede kun 12 af de 19 spillere i OL-truppen i løbet af turneringen, hvor Danmark vandt sølv, Helbrandt var blandt dem, som ikke blev benyttet. Han spillede i 1961 tre landskampe for Danmark. 
Helbrandt var uddannet smed.